# Алем-і нісван
«Алем-і Нісван» (крим. Alem-i Nisvan, عالم نسوان‎, укр. «Жіночий світ») — перший у світі тюрксько-мусульманський жіночий журнал. Журнал почали друкувати кримськотатарською мовою з використанням арабського алфавіту в Криму в 1906 році, видавництво тривало до 1912 року. Головним редактором журналу була Гаспринська Шефіка Ісмаїловна.

## Історія створення
В Ісмаїла Гаспринського, кримськотатарського видавця рубежу ХІХ-ХХ століття, з подачі його дружини, Зехри Акчуріної-Гаспринської виникла ідея видання жіночого мусульманського журналу. На сторінках основної газети «Терджиман» (укр. «Перекладач») неодноразово порушувалися жіночі питання. Унаслідок цього з'явилося окреме періодичне видання. У 1887 році Акчуріна-Гаспринська зробила першу спробу створити жіночий журнал «Тербиє» (укр. «Виховання»). У 1891 році сам Гаспринський попросив дозволу випускати два рази на місяць додаток до газети «Кадин» (укр. «:Жінка»), однак влада Російської Імперії не підтримала прохання.

## Самостійне видання
У 1905 році після лібералізації законодавства новий журнал отримав право на життя.
Дочка Гаспринського Шефіка обійняла посаду редактора нового видання, а сам Гаспринський залишився редактором-видавцем.

## Розділи журналу
Мета журналу:
- просвіта жінок-мусульманок;
- ліквідація неписьменності жінок;
- підвищення культурного рівня жінок та викладання законів шаріату.

Журнал видавався як безкоштовний щотижневий додаток до газети «Терджиман». 3 березня 1906 року в Бахчисараї вийшов перший номер. У 1908—1909 роках журнал був самостійним виданням. Потім журнал перестали видавати, і в 1910 році матеріали журналу розміщували на сторінках газети «Терджиман».
З анонсу, який надрукували в газеті випливало, що в журналі публікуватимуться:
- релігійні тексти про права жінок у шаріаті;
- світські поради щодо гігієни, домашньої праці та рукоділля.

У журналі не було розважальних розділів. Були розділи присвячені науці та літературі. Також мусульманкам пропонували біографії знаменитих жінок, розповіді про інші країни, сторінки художньої літератури й листів.

## Пам'ять і спадщина
У 2011 році в Кримському інженерно-педагогічному університеті пройшла наукова конференція, присвячена 105-й річниці створення журналу. Наступником журналу вважає себе сучасний кримський жіночий журнал «Арзи» («Мрія»).